# Champion Red
Champion Red (яп. チャンピオンRED або яп. チャンピオンレッド, укр. Чемпіон червоний) — щомісячний японський журнал манги сьонен, що публікується 19 числа кожного місяця видавництвом Akita Shoten з 19 серпня 2002 р.
Champion Red Ichigo (яп. チャンピオンREDいちご) — спеціальний випуск Champion Red.

## Поточні серіалізації
- Chaotic Rune Es
- Domina No Do!
- Desperado
- Gate Runner
- Ichiban Ushiro no Dai Maō (вересень 2008 р. — дотепер)
- Linebarrels of Iron (червень 2005 р. — дотепер)
- Lives
- Maho Knight
- Maid Thunder
- MONOkuro
- Ray -The Other Side-
- Saint Seiya Episode.G (лютий 2003 р. — дотепер)
- Scarface
- Shin Mazinger Zero (червень 2009 р. — дотепер)
- The Qwaser of Stigmata (жовтень 2010 р. — дотепер)
- VectorCase File

## Минулі серіалізації
- Gomaden Shutendoji (жовтень 2002 р. — грудень 2005 р.)
- Koi Koi Seven (жовтень 2002 р. — березень 2003 р.)
- Chichin Pui!
- Shigurui (серпень 2003 р. — 2010)
- Ray (2004—2006)
- Junk: Record of the Last Hero (2004—2007)
- Change 123 (червень 2005 р. — квітень 2010 р.)
- Densha Otoko: The Story of a Train Man Who Fell in Love With A Girl (2005—2006)
- Witchblade Takeru (березень 2006 р. — березень 2007 р.)
- Cat Paradise (червень 2006 р. — грудень 2008 р.)
- Franken Fran (вересень 2006 р. — лютий 2012 р.)
- Yomeiro Choice (жовтень 2007 р. — серпень 2011 р.)